# Drenje (Kroatië)
Drenje (Hongaars: Drenye; Servisch: Дрење) is een gemeente in de Kroatische provincie Osijek-Baranja.
Drenje telt 2700 inwoners, waarvan 2583 Kroaten (96,67%), 57 Serviërs (2,11%) en 25 Slowaken (0,93%). De oppervlakte bedraagt 106,51 km², de bevolkingsdichtheid is 28,8 inwoners per km².
Steden (gradovi): Osijek · Beli Manastir · Belišće · Donji Miholjac · Đakovo · Našice · Valpovo

Gemeenten (općine): Antunovac · Bilje · Bizovac · Čeminac · Čepin · Darda · Donja Motičina · Draž · Drenje · Đurđenovac · Erdut · Ernestinovo · Feričanci · Gorjani · Jagodnjak · Kneževi Vinogradi · Koška · Levanjska Varoš · Magadenovac · Marijanci · Petlovac · Petrijevci · Podgorač · Podravska Moslavina · Popovac · Punitovci · Satnica Đakovačka · Semeljci · Strizivojna · Šodolovci · Trnava · Viljevo · Viškovci · Vladislavci · Vuka